# Saronida
Saronida (j. starogr. Σαρωνίς, j. nowogr. Σαρωνίδα, stara forma Saronis) – miejscowość w Grecji, nad Zatoką Sarońską, ok. 45 km od centrum Aten, w administracji zdecentralizowanej Attyka, w regionie Attyka, w jednostce regionalnej Attyka Wschodnia, w gminie Saronikos. W 2011 roku liczyła 2932 mieszkańców.